# Joarilla de las Matas
Joarilla de las Matas é um município da Espanha na província de León, comunidade autónoma de Castela e Leão, de área 51,17 km² com população de 384 habitantes (2007) e densidade populacional de 8,01 hab/km².

## Demografia
| Variação demográfica do município entre 1991 e 2004 | Variação demográfica do município entre 1991 e 2004 | Variação demográfica do município entre 1991 e 2004 | Variação demográfica do município entre 1991 e 2004 |
| --------------------------------------------------- | --------------------------------------------------- | --------------------------------------------------- | --------------------------------------------------- |
| 1991                                                | 1996                                                | 2001                                                | 2004                                                |
| 509                                                 | 475                                                 | 422                                                 | 410                                                 |